# Lithax niger
Lithax niger – gatunek owada z rzędu chruścików i rodziny rozpostrzycowatych. Larwy prowadzą wodny tryb życia.
Występuje w Alpach, na Bałkanach i w górach środkowoeuropejskich, larwy występują w strefie krenalu i rhitralu (Botosaneanu i Malicky 1978). Limneksen, tylko w jeziorach górskich.
Imagines łowione nad jeziorami górskimi Bałkanów, spotykany w stawach górskich w Rumunii.